# Grifoni Perugia
I Grifoni Perugia sono la squadra di football americano di Perugia. Sono stati fondati nel 1987; rinominati Falcons Perugia nel 1992, hanno chiuso nel 1993. Riaperti nel 1997, hanno chiuso di nuovo alla fine del campionato. Hanno riaperto nuovamente nel 2011 come Nuovi Grifoni, partecipando al campionato di Terza Divisione nel 2015. Pur non avendo mai partecipato al campionato di primo livello di football americano, nel 1990 hanno giocato un incontro di wildcard valevole per l'accesso ai playoff che avrebbero portato al Superbowl.

## Dettaglio Stagioni

### Tornei nazionali

#### Campionato

##### Serie A2
| Stagione | regular season | regular season | regular season | regular season | regular season | regular season | playoff | playoff | playoff | playoff | playoff | playoff          | playoff         |
|          | Vin            | Par            | Per            | Tot            | PF             | PS             | Vin     | Per     | Tot     | PF      | PS      | risultato        | avversaria      |
| -------- | -------------- | -------------- | -------------- | -------------- | -------------- | -------------- | ------- | ------- | ------- | ------- | ------- | ---------------- | --------------- |
| 1989     | 3              | 0              | 5              | 8              | 105            | 155            | -       | -       | -       | -       | -       | -                | -               |
| 1990     | 6              | 0              | 4              | 10             | 251            | 179            | 2       | 1       | 3       | 12      | 35      | Ottavi di finale | Gladiatori Roma |
| 1991     | 4              | 0              | 4              | 8              | 133            | 132            | 0       | 1       | 1       | 6       | 57      | Quarti di finale | Aquile Ferrara  |
| 1992     | 3              | 0              | 3              | 6              | 111            | 118            | -       | -       | -       | -       | -       | -                | -               |
| 1993     | 4              | 0              | 4              | 8              | 171            | 129            | -       | -       | -       | -       | -       | -                | -               |
| Totale   | 20             | 0              | 20             | 40             | 771            | 715            | 2       | 2       | 4       | 18      | 92      |                  |                 |

Fonte: Enciclopedia del Football - A cura di Roberto Mezzetti

##### Serie B/C/Winter League/Terza Divisione/CIF9
| Stagione | regular season | regular season | regular season | regular season | regular season | regular season | playoff | playoff | playoff | playoff | playoff | playoff                  | playoff                      |
|          | Vin            | Par            | Per            | Tot            | PF             | PS             | Vin     | Per     | Tot     | PF      | PS      | risultato                | avversaria                   |
| -------- | -------------- | -------------- | -------------- | -------------- | -------------- | -------------- | ------- | ------- | ------- | ------- | ------- | ------------------------ | ---------------------------- |
| 1987     | 1              | 1              | 4              | 6              | 34             | 90             | -       | -       | -       | -       | -       | -                        | -                            |
| 1988     | 7              | 0              | 1              | 8              | 164            | 102            | 2       | 0       | 2       | 40      | 32      | Co-campioni              | Ironmen La Spezia            |
| 1997     | 1              | 0              | 7              | 8              | 44             | 206            | -       | -       | -       | -       | -       | -                        | -                            |
| 2015     | 2              | 0              | 4              | 6              | 85             | 173            | 0       | 1       | 1       | 8       | 14      | Wild Card                | Gladiatori Roma              |
| 2016     | 5              | 0              | 1              | 6              | 135            | 67             | 2       | 1       | 3       | 104     | 53      | Semifinale di conference | Predatori Golfo del Tigullio |
| 2017     | 3              | 0              | 3              | 6              | 122            | 62             | -       | -       | -       | -       | -       | -                        | -                            |
| 2018     | 6              | 0              | 0              | 6              | 227            | 57             | 1       | 1       | 2       | 44      | 36      | Semifinale di Conference | Elephants Catania            |
| 2019     | 4              | 0              | 2              | 6              | 196            | 84             | 1       | 1       | 2       | 43      | 46      | Quarti di conference     | Briganti Napoli              |
| 2021     | 1              | 0              | 3              | 4              | 79             | 108            | -       | -       | -       | -       | -       | -                        | -                            |
| Totale   | 30             | 1              | 25             | 56             | 1086           | 949            | 6       | 4       | 10      | 239     | 181     |                          |                              |

Fonte: Enciclopedia del Football - A cura di Roberto Mezzetti

#### Campionati giovanili

##### Under 21
| Stagione | regular season | regular season | regular season | regular season | regular season | regular season | playoff | playoff | playoff | playoff | playoff | playoff          | playoff        |
|          | Vin            | Par            | Per            | Tot            | PF             | PS             | Vin     | Per     | Tot     | PF      | PS      | risultato        | avversaria     |
| -------- | -------------- | -------------- | -------------- | -------------- | -------------- | -------------- | ------- | ------- | ------- | ------- | ------- | ---------------- | -------------- |
| 1990     | ?              | ?              | ?              | ?              | ?              | ?              | ?       | ?       | ?       | ?       | ?       | ?                | ?              |
| 1992     | ?              | ?              | ?              | ?              | ?              | ?              | 2       | 1       | 3       | 32      | 44      | Quarti di finale | Pythons Milano |
| Totale   | ?              | ?              | ?              | ?              | ?              | ?              | 2+?     | 1+?     | 3+?     | 32+?    | 44+?    |                  |                |

Fonte: Enciclopedia del Football - A cura di Roberto Mezzetti

##### Under 20
| Stagione | regular season | regular season | regular season | regular season | regular season | regular season | playoff | playoff | playoff | playoff | playoff | playoff   | playoff    |
|          | Vin            | Par            | Per            | Tot            | PF             | PS             | Vin     | Per     | Tot     | PF      | PS      | risultato | avversaria |
| -------- | -------------- | -------------- | -------------- | -------------- | -------------- | -------------- | ------- | ------- | ------- | ------- | ------- | --------- | ---------- |
| 1989     | 0              | 0              | 6              | 6              | 6              | 157            | -       | -       | -       | -       | -       | -         | -          |
| Totale   | 0              | 0              | 6              | 6              | 6              | 157            | -       | -       | -       | -       | -       |           |            |

Fonte: Enciclopedia del Football - A cura di Roberto Mezzetti

##### Under 18
| Stagione | regular season | regular season | regular season | regular season | regular season | regular season | playoff | playoff | playoff | playoff | playoff | playoff   | playoff    |
|          | Vin            | Par            | Per            | Tot            | PF             | PS             | Vin     | Per     | Tot     | PF      | PS      | risultato | avversaria |
| -------- | -------------- | -------------- | -------------- | -------------- | -------------- | -------------- | ------- | ------- | ------- | ------- | ------- | --------- | ---------- |
| 2011     | 1              | 0              | 5              | 6              | 65             | 221            | -       | -       | -       | -       | -       | -         | -          |
| Totale   | 1              | 0              | 5              | 6              | 65             | 221            | -       | -       | -       | -       | -       |           |            |

Fonte: Enciclopedia del Football - A cura di Roberto Mezzetti

### Riepilogo fasi finali disputate
| Anno | Luogo | Evento     | Fase del torneo  | Incontro                            | Risultato |
| 1988 | ?     | Serie B    | Finale           | Ironmen La Spezia - Grifoni Perugia | 14 - 15   |
| 1990 | ?     | Superbowl  | Ottavi di finale | Gladiatori Roma - Grifoni Perugia   | 27 - 12   |
| 1991 | ?     | Silverbowl | Quarti di finale | Aquile Ferrara - Grifoni Perugia    | 57 - 6    |
| 1992 | ?     | Youngbowl  | Quarti di finale | Falcons Perugia - Pythons Milano    | 7 - 30    |